# 29 (số)
29 (hai mươi chín) là một số tự nhiên ngay sau 28 và ngay trước 30.